# فهرست پیرترین رهبران جهان
فهرست پیرترین رهبران جهان (انگلیسی: List of oldest living state leaders) شامل صد نفر از پیرترین رهبران کنونی و پیشین جهان (غالب اوقات رئیس‌جمهور، نخست‌وزیر یا پادشاه) است که در قید حیات می‌باشند. پیرترین رهبر پیشین جهان در این فهرست، گییرمو ردریگز لارا از اکوادور (زادهٔ ۴ نوامبر ۱۹۲۳) و پیرترین رهبر فعلی جهان، پل بیا از کامرون است.

## فهرست پیرترین رهبران جهان

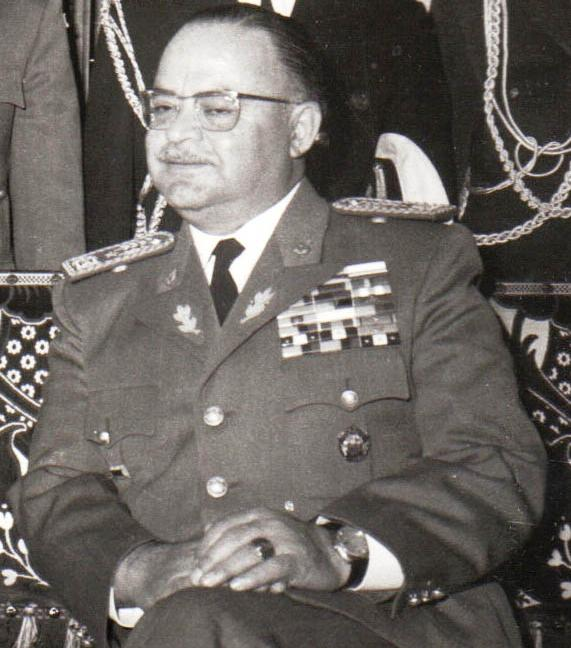
اول-پیرترین: گییرمو ردریگز لارا خدمت کردن ۱۹۷۲–۱۹۷۶
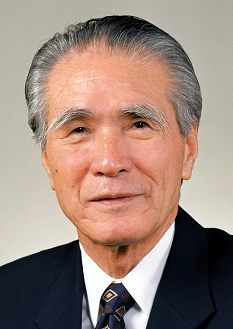
دوم-پیرترین: تومیچی مورایاما خدمت کردن ۱۹۹۴–۱۹۹۶
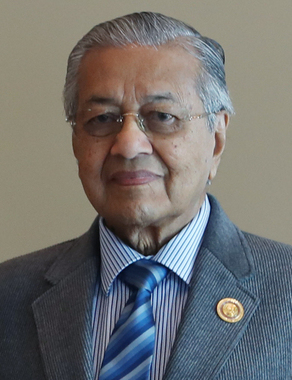
سوم-پیرترین: مهاتیر محمد خدمت کردن ۱۹۸۱–۲۰۰۳ و ۲۰۱۸–۲۰۲۰
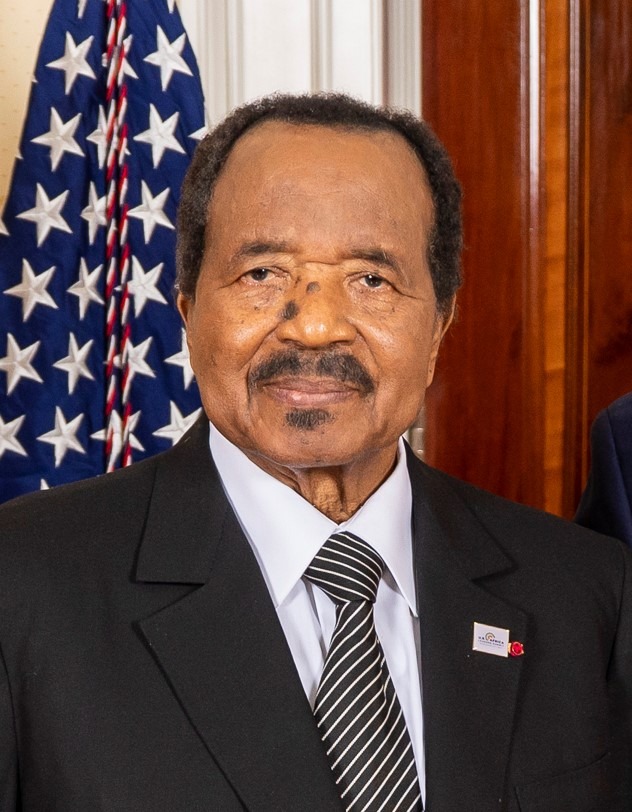
پنجاهم-پیرترین رهبر فعلی:
 پل بیا
خدمت کردن ۱۹۷۵–تاکنون

     در حال حاضر در حال خدمت
| رتبه | نام                     | تصویر | کشور                             | موقعیت                                                            | تاریخ تولد      | سن               | مدرک                                                        |
| ---- | ----------------------- | ----- | -------------------------------- | ----------------------------------------------------------------- | --------------- | ---------------- | ----------------------------------------------------------- |
| ۱    | گیلرمو رادریگوز         |       | اکوادور                          | رئیس‌جمهور اکوادور (۱۹۷۲–۱۹۷۶)                                     | ۴ نوامبر ۱۹۲۳   | ۱۰۱ سال، ۲۸۳ روز | ۲۰۲۳-۱۱-۰۴                                                  |
| ۲    | تومیچی مورایاما         |       | ژاپن                             | نخست‌وزیر ژاپن (۱۹۹۴–۱۹۹۶)                                         | ۳ مارس ۱۹۲۴     | ۱۰۱ سال، ۱۶۴ روز | ۲۰۱۸-۰۹-۲۴                                                  |
| ۳    | مهاتیر محمد             |       | مالزی                            | نخست‌وزیر مالزی (۱۹۸۱–۲۰۰۳ و ۲۰۱۸–۲۰۲۰)                            | ۱۰ ژوئیهٔ ۱۹۲۵   | ۱۰۰ سال، ۳۵ روز  | ۲۰۲۰-۰۷-۱۰                                                  |
| ۴    | محمدحسن شرق             |       | جمهوری دموکراتیک افغانستان       | رئیس شورای وزیران افغانستان (۱۹۸۸–۱۹۸۹)                           | ۱۷ ژوئیهٔ ۱۹۲۵   | ۱۰۰ سال، ۲۸ روز  | ۲۰۱۶-۰۸-۳۰                                                  |
| ۵    | عبدالله واده            |       | سنگال                            | رئیس‌جمهور سنگال (۲۰۰۰–۲۰۱۲)                                       | ۲۹ مهٔ ۱۹۲۶      | ۹۹ سال، ۷۷ روز   | ۲۰۱۸-۰۵-۲۹                                                  |
| ۶    | والداس آدامکوس          |       | لیتوانی                          | رئیس‌جمهور لیتوانی (۱۹۹۸–۲۰۰۳; ۲۰۰۴–۲۰۰۹)                          | ۳ نوامبر ۱۹۲۶   | ۹۸ سال، ۲۸۴ روز  | ۲۰۱۸-۱۱-۰۳                                                  |
| ۷    | رائف دیزدارویچ          |       | جمهوری فدرال سوسیالیستی یوگسلاوی | رئیس‌جمهور یوگسلاوی (۱۹۸۸–۱۹۸۹)                                    | ۹ دسامبر ۱۹۲۶   | ۹۸ سال، ۲۴۸ روز  | ۲۰۱۸-۱۱-۲۵                                                  |
| ۸    | کیم یونگ-نام            |       | کره شمالی                        | رئیس کل پرزیدیوم مجمع عالی خلق کره شمالی (۱۹۹۸–۲۰۱۹)              | ۴ فوریهٔ ۱۹۲۸    | ۹۷ سال، ۱۹۱ روز  | ۲۰۱۸-۰۹-۰۹                                                  |
| ۹    | آرتور فولکس             |       | باهاما                           | فرماندار کل باهاما (۲۰۱۲–۲۰۱۴)                                    | ۱۱ مهٔ ۱۹۲۸      | ۹۷ سال، ۹۵ روز   | ۲۰۱۸-۰۵-۱۱ بایگانی‌شده در ۳۱ مارس ۲۰۱۹ توسط Wayback Machine  |
| ۱۰   | پیتر بوروش              |       | مجارستان                         | نخست‌وزیر مجارستان (۱۹۹۳–۱۹۹۴)                                     | ۲۷ اوت ۱۹۲۸     | ۹۶ سال، ۳۵۲ روز  | ۲۰۱۸-۱۲-۰۵                                                  |
| ۱۱   | ژو رانگ‌جی               |       | چین                              | نخست‌وزیر جمهوری خلق چین (۱۹۹۸–۲۰۰۳)                               | ۲۳ اکتبر ۱۹۲۸   | ۹۶ سال، ۲۹۵ روز  | ۲۰۱۸-۱۲-۱۷                                                  |
| ۱۲   | ادوار بالادور           |       | فرانسه                           | نخست‌وزیر فرانسه (۱۹۹۳–۱۹۹۵)                                       | ۲ مهٔ ۱۹۲۹       | ۹۶ سال، ۱۰۴ روز  | ۲۰۱۸-۰۵-۳۰                                                  |
| ۱۳   | اورویل ترنکوئست         |       | باهاما                           | فرماندار کل باهاما (۱۹۸۲–۱۹۸۷)                                    | ۱۹ ژوئیهٔ ۱۹۲۹   | ۹۶ سال، ۲۶ روز   | ۲۰۱۸-۰۸-۲۵                                                  |
| ۱۴   | گمبوجیوین اوچیربات      |       | مغولستان                         | دبیرکل حزب کمونیست مغولستان (۱۹۹۰)                                | ۱۵ نوامبر ۱۹۲۹  | ۹۵ سال، ۲۷۲ روز  | ۲۰۱۹-۱۱-۲۶                                                  |
| ۱۵   | آلفرد مواسیو            |       | آلبانی                           | رئیس‌جمهور آلبانی (۲۰۰۲–۲۰۰۷)                                      | ۱ دسامبر ۱۹۲۹   | ۹۵ سال، ۲۵۶ روز  | ۲۰۲۰-۰۲-۲۱                                                  |
| ۱۶   | لی هیون جائه            |       | کره جنوبی                        | نخست‌وزیر کره جنوبی (۱۹۸۸)                                         | ۲۰ دسامبر ۱۹۲۹  | ۹۵ سال، ۲۳۷ روز  | ۲۰۲۴-۰۵-۰۱                                                  |
| ۱۶   | میلان پانیچ             |       | صربستان و مونته‌نگرو              | نخست‌وزیر جمهوری فدرال سوسیالیستی یوگسلاوی (۱۹۹۲–۱۹۹۳)             | ۲۰ دسامبر ۱۹۲۹  | ۹۵ سال، ۲۳۷ روز  | ۲۰۲۳-۰۵-۳۰                                                  |
| ۱۸   | افراین گلدنبرگ          |       | پرو                              | نخست‌وزیر پرو (۱۹۹۴–۱۹۹۵)                                          | ۲۸ دسامبر ۱۹۲۹  | ۹۵ سال، ۲۲۹ روز  | ۲۰۱۸-۰۳-۰۲                                                  |
| ۱۹   | احمد عصمان              |       | مراکش                            | نخست‌وزیر مراکش (۱۹۷۲–۱۹۷۹)                                        | ۳ ژانویهٔ ۱۹۳۰   | ۹۵ سال، ۲۲۳ روز  | ۲۰۱۸-۰۱-۱۰                                                  |
| ۲۰   | ویگدیس فینبوگادوتیر     |       | ایسلند                           | رئیس‌جمهور ایسلند (۱۹۸۰–۱۹۹۶)                                      | ۱۵ آوریل ۱۹۳۰   | ۹۵ سال، ۱۲۱ روز  | ۲۰۱۷-۱۲-۰۷                                                  |
| ۲۱   | ژوزه سارنی              |       | برزیل                            | رئیس‌جمهور برزیل (۱۹۸۵–۱۹۹۰)                                       | ۲۴ آوریل ۱۹۳۰   | ۹۵ سال، ۱۱۲ روز  | ۲۰۱۸-۰۴-۳۰                                                  |
| ۲۲   | کسانگ چودن              |       | بوتان (کشور)                     | نایب‌السلطنه (۱۹۷۲)                                                | ۲۱ مه ۱۹۳۰      | ۹۵ سال، ۸۵ روز   | ۲۰۲۱-۰۵-۲۱                                                  |
| ۲۳   | گونزالو سانچز دی لوزادا |       | بولیوی                           | رئیس‌جمهور بولیوی (۱۹۹۳–۱۹۹۷ و ۲۰۰۲–۲۰۰۳)                          | ۱ ژوئیهٔ ۱۹۳۰    | ۹۵ سال، ۴۴ روز   | ۲۰۱۸-۱۰-۲۰                                                  |
| ۲۴   | ایوی دامونت             |       | باهاما                           | فرماندار کل باهاما (۲۰۰۲–۲۰۰۵)                                    | ۲ اکتبر ۱۹۳۰    | ۹۴ سال، ۳۱۶ روز  | ۲۰۱۴-۰۸-۱۳                                                  |
| ۲۵   | چو یونگ-ریم             |       | کره شمالی                        | نخست‌وزیر کره شمالی (۲۰۱۰–۲۰۱۳)                                    | ۲۰ نوامبر ۱۹۳۰  | ۹۴ سال، ۲۶۷ روز  | ۲۰۱۳-۰۴-۰۱                                                  |
| ۲۶   | سزار ویراتا             |       | فیلیپین                          | نخست‌وزیر فیلیپین (۱۹۸۱–۱۹۸۶)                                      | ۱۲ دسامبر ۱۹۳۰  | ۹۴ سال، ۲۴۵ روز  | ۲۰۲۰-۰۴-۱۵                                                  |
| ۲۷   | ویلیام دین              |       | استرالیا                         | فرماندار کل استرالیا (۱۹۹۶–۲۰۰۱)                                  | ۴ ژانویه ۱۹۳۱   | ۹۴ سال، ۲۲۲ روز  | ۲۰۱۹-۰۲-۰۹                                                  |
| ۲۸   | فیلیپ گریوس             |       | باربادوس                         | فرماندار کل باربادوس (۲۰۱۷–۲۰۱۸)                                  | ۱۹ ژانویهٔ ۱۹۳۱  | ۹۴ سال، ۲۰۷ روز  | ۲۰۱۹-۰۵-۰۸                                                  |
| ۲۹   | ایزابل پرون             |       | آرژانتین                         | رئیس‌جمهور آرژانتین (۱۹۷۴–۱۹۷۶)                                    | ۴ فوریهٔ ۱۹۳۱    | ۹۴ سال، ۱۹۱ روز  | ۲۰۱۸-۰۲-۰۴                                                  |
| ۳۰   | لامبرتو دینی            |       | ایتالیا                          | نخست‌وزیر ایتالیا (۱۹۹۵–۱۹۹۶)                                      | ۱ مارس ۱۹۳۱     | ۹۴ سال، ۱۶۶ روز  | ۲۰۱۹-۰۷-۲۲                                                  |
| ۳۱   | الیوت بلگریو            |       | باربادوس                         | فرماندار کل باربادوس (۲۰۱۲–۲۰۱۷)                                  | ۱۶ مارس ۱۹۳۱    | ۹۴ سال، ۱۵۱ روز  | ۲۰۱۸-۰۳-۱۶                                                  |
| ۳۲   | گیورگیوس واسیلیو        |       | قبرس                             | رئیس‌جمهور قبرس (۱۹۸۸–۱۹۹۳)                                        | ۲۰ مهٔ ۱۹۳۱      | ۹۴ سال، ۸۶ روز   | ۲۰۱۸-۰۳-۳۰                                                  |
| ۳۳   | رائول کاسترو            |       | کوبا                             | دبیر اول حزب کمونیست کوبا (۲۰۱۱–۲۰۲۱) رئیس‌جمهور کوبا (۲۰۰۶–۲۰۱۸)  | ۳ ژوئن ۱۹۳۱     | ۹۴ سال، ۷۲ روز   | ۲۰۱۹-۰۶-۰۳                                                  |
| ۳۴   | فرناندو هنریک کاردوسو   |       | برزیل                            | رئیس‌جمهور برزیل (۱۹۹۵–۲۰۰۲)                                       | ۱۸ ژوئن ۱۹۳۱    | ۹۴ سال، ۵۷ روز   | ۲۰۱۹-۰۶-۱۸                                                  |
| ۳۵   | خیو سامفان              |       | کمپوچیای دمکراتیک                | نخست‌وزیر کمپوچیای دمکراتیک (۱۹۷۶)                                 | ۲۸ ژوئیه ۱۹۳۱   | ۹۴ سال، ۱۷ روز   | ۲۰۱۸-۱۱-۱۷                                                  |
| ۳۶   | پی ماسومبوکو            |       | بوروندی                          | نخست‌وزیر بوروندی (۱۹۶۵)                                           | ۲۹ سپتامبر ۱۹۳۱ | ۹۳ سال، ۳۱۹ روز  | ۲۰۱۹-۰۵-۱۸                                                  |
| ۳۷   | محمد جمیرالدین سیرکار   |       | بنگلادش                          | رئیس‌جمهور بنگلادش (۲۰۰۲)                                          | ۱ دسامبر ۱۹۳۱   | ۹۳ سال، ۲۵۶ روز  | ۲۰۱۸-۱۲-۲۸                                                  |
| ۳۸   | ادموند لاورنس           |       | سنت کیتس و نویس                  | فرماندار کل سنت کیتس و نویس (۲۰۱۳–۲۰۱۵)                           | ۱۴ فوریه ۱۹۳۲   | ۹۳ سال، ۱۸۱ روز  | ۲۰۱۶-۱۱-۲۵                                                  |
| ۳۹   | تانگ فی                 |       | تایوان                           | نخست‌وزیر تایوان (۲۰۰۰)                                            | ۱۵ مارس ۱۹۳۲    | ۹۳ سال، ۱۵۲ روز  | ۲۰۲۰-۰۵-۱۴                                                  |
| ۴۰   | چاوالیت یونگچاییود      |       | تایلند                           | نخست‌وزیر تایلند (۱۹۹۶–۱۹۹۷)                                       | ۱۵ مهٔ ۱۹۳۲      | ۹۳ سال، ۹۱ روز   | ۲۰۱۹-۰۷-۱۲                                                  |
| ۴۱   | مارگریت پیندلینگ        |       | باهاما                           | فرماندار کل باهاما (۲۰۱۴–۲۰۱۹)                                    | ۲۶ ژوئن ۱۹۳۲    | ۹۳ سال، ۴۹ روز   | ۲۰۱۹-۰۶-۲۰                                                  |
| ۴۲   | آناند پانیاراچون        |       | تایلند                           | نخست‌وزیر تایلند (۱۹۹۱–۱۹۹۲)                                       | ۹ اوت ۱۹۳۲      | ۹۳ سال، ۵ روز    | 2020-11-03 بایگانی‌شده در ۳ نوامبر ۲۰۲۰ توسط Wayback Machine |
| ۴۳   | سیریکیت                 |       | تایلند                           | نایب‌السلطنه تایلند (۱۹۵۶)                                         | ۱۲ اوت ۱۹۳۲     | ۹۳ سال، ۲ روز    | ۲۰۲۰-۰۸-۱۲                                                  |
| ۴۴   | گاوریل دژو              |       | رومانی                           | نخست‌وزیر رومانی (۱۹۹۸)                                            | ۱۱ سپتامبر ۱۹۳۲ | ۹۲ سال، ۳۳۷ روز  | ۲۰۲۰-۱۲-۱۱                                                  |
| ۴۵   | ویتوتاس لانزبرگیس       |       | لیتوانی                          | رئیس شورای عالی لیتوانی (۱۹۹۱–۱۹۹۲)                               | ۱۸ اکتبر ۱۹۳۲   | ۹۲ سال، ۳۰۰ روز  | ۲۰۲۱-۱۰-۰۱                                                  |
| ۴۶   | اوگو میفسود بونیسی      |       | مالت                             | رئیس‌جمهور مالت (۱۹۹۴–۱۹۹۹)                                        | ۸ نوامبر ۱۹۳۲   | ۹۲ سال، ۲۷۹ روز  | ۲۰۲۱-۰۶-۱۰                                                  |
| ۴۷   | کیم سوک-سو              |       | کره جنوبی                        | نخست‌وزیر کره جنوبی (۲۰۰۲–۲۰۰۳)                                    | ۲۰ نوامبر ۱۹۳۲  | ۹۲ سال، ۲۶۷ روز  | ۲۰۲۱-۱۱-۱۷                                                  |
| ۴۷   | کالویل یانگ             |       | بلیز                             | فرماندار کل بلیز (۱۹۹۳–۲۰۲۱)                                      | ۲۰ نوامبر ۱۹۳۲  | ۹۲ سال، ۲۶۷ روز  | ۲۰۲۱-۰۵-۰۱                                                  |
| ۴۹   | دن شو                   |       | میانمار                          | رئیس‌جمهور میانمار (۱۹۹۲–۲۰۱۱) نخست‌وزیر میانمار (۱۹۹۲–۲۰۰۳)        | ۲ فوریه ۱۹۳۳    | ۹۲ سال، ۱۹۳ روز  | ۲۰۲۳-۰۴-۲۱                                                  |
| ۵۰   | پل بیا                  |       | کامرون                           | رئیس‌جمهور کامرون (۱۹۸۲–تاکنون)                                    | ۱۳ فوریه ۱۹۳۳   | ۹۲ سال، ۱۸۲ روز  | ۲۰۲۱-۱۱-۰۶                                                  |
| ۵۱   | مارک ایسکنس             |       | بلژیک                            | نخست‌وزیر بلژیک (۱۹۸۱)                                             | ۲۹ آوریل ۱۹۳۳   | ۹۲ سال، ۱۰۷ روز  | ۲۰۲۱-۰۱-۱۵                                                  |
| ۵۲   | اچ.دی. دوی گودا         |       | هند                              | نخست‌وزیر هند (۱۹۹۶–۱۹۹۷)                                          | ۱۸ مه ۱۹۳۳      | ۹۲ سال، ۸۸ روز   | ۲۰۲۱-۱۱-۰۷                                                  |
| ۵۳   | حسام‌الدین سیندوروک      |       | ترکیه                            | رئیس‌جمهور ترکیه (۱۹۹۳)                                            | ۸ ژوئن ۱۹۳۳     | ۹۲ سال، ۶۷ روز   | ۲۰۲۱-۰۹-۱۸                                                  |
| ۵۴   | دوماجین سودنوم          |       | مغولستان                         | نخست‌وزیر مغولستان (۱۹۸۴–۱۹۹۰)                                     | ۱۴ ژوئیه ۱۹۳۳   | ۹۲ سال، ۳۱ روز   | ۲۰۲۱-۰۱-۰۴                                                  |
| ۵۵   | روبن داریو پاردس        |       | پاناما                           | رهبر نظامی پاناما (۱۹۸۲–۱۹۸۳)                                     | ۱۱ اوت ۱۹۳۳     | ۹۲ سال، ۳ روز    | ۲۰۱۷-۰۶-۱۳                                                  |
| ۵۶   | آرنولد کولر             |       | سوئیس                            | رئیس‌جمهور سوئیس (۱۹۹۰، ۱۹۹۷)                                      | ۲۹ اوت ۱۹۳۳     | ۹۱ سال، ۳۵۰ روز  | ۲۰۱۸-۱۰-۰۲                                                  |
| ۵۷   | ماتیاش اسوروس           |       | مجارستان                         | رئیس‌جمهور مجارستان (۱۹۸۹–۱۹۹۰)                                    | ۱۱ سپتامبر ۱۹۳۳ | ۹۱ سال، ۳۳۷ روز  | ۲۰۱۹-۰۷-۲۶                                                  |
| ۵۸   | میشل عون                |       | لبنان                            | رئیس‌جمهور لبنان (۲۰۱۶–۲۰۲۲)                                       | ۳۰ سپتامبر ۱۹۳۳ | ۹۱ سال، ۳۱۸ روز  | ۲۰۲۱-۱۲-۲۵                                                  |
| ۵۹   | آبل پاچکو               |       | کاستاریکا                        | رئیس‌جمهور کاستاریکا (۲۰۰۲–۲۰۰۶)                                   | ۲۲ دسامبر ۱۹۳۳  | ۹۱ سال، ۲۳۵ روز  | ۲۰۱۶-۰۹-۲۸                                                  |
| ۶۰   | آکی‌هیتو                 |       | ژاپن                             | امپراتور ژاپن (۱۹۸۹–۲۰۱۹)                                         | ۲۳ دسامبر ۱۹۳۳  | ۹۱ سال، ۲۳۴ روز  | ۲۰۲۱-۱۲-۲۳                                                  |
| ۶۱   | رودولف شوستر            |       | اسلواکی                          | رئیس‌جمهور اسلواکی (۱۹۹۹–۲۰۰۴)                                     | ۴ ژانویه ۱۹۳۴   | ۹۱ سال، ۲۲۲ روز  | ۲۰۲۰-۰۹-۰۱                                                  |
| ۶۲   | ژان کرتین               |       | کانادا                           | نخست‌وزیر کانادا (۱۹۹۳–۲۰۰۳)                                       | ۱۱ ژانویه ۱۹۳۴  | ۹۱ سال، ۲۱۵ روز  | ۲۰۲۰-۰۹-۱۳                                                  |
| ۶۳   | ادیت کرسون              |       | فرانسه                           | نخست‌وزیر فرانسه (۱۹۹۲–۱۹۹۱)                                       | ۲۷ ژانویه ۱۹۳۴  | ۹۱ سال، ۱۹۹ روز  | ۲۰۲۲-۰۵-۱۵                                                  |
| ۶۴   | ادوارد فنچ آدامی        |       | مالت                             | نخست‌وزیر مالت (۱۹۸۷–۱۹۹۶)؛ (۱۹۹۸–۲۰۰۴) رئیس‌جمهور مالت (۲۰۰۴–۲۰۰۹) | ۷ فوریه ۱۹۳۴    | ۹۱ سال، ۱۸۸ روز  | ۲۰۲۲-۰۸-۲۰                                                  |
| ۶۵   | محمد ناصر               |       | تونس                             | رئیس‌جمهور تونس (۲۰۱۹)                                             | ۲۱ مارس ۱۹۳۴    | ۹۱ سال، ۱۴۶ روز  | ۲۰۲۲-۰۸-۱۵                                                  |
| ۶۶   | جی. وای. پیلای          |       | سنگاپور                          | رئیس‌جمهور سنگاپور (۲۰۱۷)                                          | ۳۰ مارس ۱۹۳۴    | ۹۱ سال، ۱۳۷ روز  | ۲۰۲۱-۱۰-۰۷                                                  |
| ۶۷   | ادوارد فرانک            |       | جمهوری آفریقای مرکزی             | نخست‌وزیر جمهوری آفریقای مرکزی (۱۹۹۱–۱۹۹۲)                         | ۵ آوریل ۱۹۳۴    | ۹۱ سال، ۱۳۱ روز  | ۲۰۱۴-۰۳-۰۶                                                  |
| ۶۸   | جان مالیسیلا            |       | تانزانیا                         | نخست‌وزیر تانزانیا (۱۹۹۰–۱۹۹۴)                                     | ۱۹ آوریل ۱۹۳۴   | ۹۱ سال، ۱۱۷ روز  | ۲۰۲۲-۰۸-۲۹                                                  |
| ۶۹   | پدرو پیرس               |       |                                  | نخست‌وزیر کیپ ورد (۱۹۷۵–۱۹۹۱)؛ رئیس‌جمهور کیپ ورد (۲۰۰۱–۲۰۱۱)       | ۲۹ آوریل ۱۹۳۴   | ۹۱ سال، ۱۰۷ روز  | ۲۰۲۲-۰۲-۱۴                                                  |
| ۷۰   | لی هونگ-کو              |       | کره جنوبی                        | نخست‌وزیر کره جنوبی (۱۹۹۴–۱۹۹۵)                                    | ۹ مه ۱۹۳۴       | ۹۱ سال، ۹۷ روز   | ۲۰۲۲-۰۶-۲۹                                                  |
| ۷۱   | هنگ سامرین              |       | کمپوچیای دمکراتیک                | رئیس شورای دولتی (۱۹۷۹–۱۹۹۲) دبیرکل حزب انقلابی خلق (۱۹۸۱–۱۹۹۱)   | ۲۵ مه ۱۹۳۴      | ۹۱ سال، ۸۱ روز   | ۲۰۲۲-۱۱-۲۵                                                  |
| ۷۲   | مونیکا دیکن             |       | سنت وینسنت و گرنادین‌ها           | فرماندار کل سنت وینسنت و گرنادین‌ها (۲۰۰۲)                         | ۴ ژوئن ۱۹۳۴     | ۹۱ سال، ۷۱ روز   | ۲۰۱۹-۰۲-۲۶                                                  |
| ۷۳   | آلبرت دوم               |       | بلژیک                            | پادشاه بلژیک (۱۹۹۳–۲۰۱۳)                                          | ۶ ژوئن ۱۹۳۴     | ۹۱ سال، ۶۹ روز   | ۲۰۲۳-۰۵-۳۱                                                  |
| ۷۴   | دزیره راکوتواریجاونا    |       | ماداگاسکار                       | نخست‌وزیر ماداگاسکار (۱۹۷۷–۱۹۸۸)                                   | ۱۹ ژوئن ۱۹۳۴    | ۹۱ سال، ۵۶ روز   | ۲۰۱۵-۰۸-۰۸                                                  |
| ۷۵   | ریکاردو د لا اسپریلا    |       | پاناما                           | رئیس‌جمهور پاناما (۱۹۸۲–۱۹۸۴)                                      | ۵ سپتامبر ۱۹۳۴  | ۹۰ سال، ۳۴۳ روز  | ۲۰۱۷-۰۹-۰۷                                                  |
| ۷۶   | آپاس جوماگولوف          |       | قرقیزستان                        | نخست‌وزیر قرقیزستان (۱۹۹۳–۱۹۹۸)                                    | ۱۹ سپتامبر ۱۹۳۴ | ۹۰ سال، ۳۲۹ روز  | ۲۰۲۳-۰۷-۰۸                                                  |
| ۷۷   | یعقوب گون               |       | نیجریه                           | رئیس دولت نیجریه (۱۹۶۶–۱۹۷۵)                                      | ۱۹ اکتبر ۱۹۳۴   | ۹۰ سال، ۲۹۹ روز  | ۲۰۲۳-۱۲-۲۴                                                  |
| ۷۸   | اینگوار کارلسون         |       | سوئد                             | نخست‌وزیر سوئد (۱۹۸۶–۱۹۹۱ و ۱۹۹۴–۱۹۹۶)                             | ۹ نوامبر ۱۹۳۴   | ۹۰ سال، ۲۷۸ روز  | ۲۰۲۳-۱۲-۲۶                                                  |
| ۷۸   | همیلتون گرین            |       | گویان                            | نخست‌وزیر گویان (۱۹۸۵–۱۹۹۲)                                        | ۹ نوامبر ۱۹۳۴   | ۹۰ سال، ۲۷۸ روز  | ۲۰۲۳-۰۵-۲۶                                                  |
| ۸۰   | نیسفور سوگلو            |       | بنین                             | رئیس‌جمهور بنین (۱۹۹۱–۱۹۹۶)                                        | ۲۹ نوامبر ۱۹۳۴  | ۹۰ سال، ۲۵۸ روز  | ۲۰۲۳-۱۱-۲۸                                                  |
| ۸۱   | پراتیبا پتیل            |       | هند                              | رئیس‌جمهور هند (۲۰۰۷–۲۰۱۲)                                         | ۱۹ دسامبر ۱۹۳۴  | ۹۰ سال، ۲۳۸ روز  | ۲۰۲۳-۰۹-۲۶                                                  |
| ۸۲   | استیه‌پان مسیچ           |       | کرواسی                           | رئیس‌جمهور کرواسی (۲۰۰۰–۲۰۱۰)                                      | ۲۴ دسامبر ۱۹۳۴  | ۹۰ سال، ۲۳۳ روز  | ۲۰۲۴-۰۴-۲۷                                                  |
| ۸۳   | آنتونیو رامالو ایانس    |       | پرتغال                           | رئیس‌جمهور پرتغال (۱۹۷۶–۱۹۸۶)                                      | ۲۵ ژانویه ۱۹۳۵  | ۹۰ سال، ۲۰۱ روز  | ۲۰۲۴-۰۴-۲۶                                                  |
| ۸۴   | آرتور راسی‌زاده          |       | جمهوری آذربایجان                 | نخست‌وزیر جمهوری آذربایجان (۱۹۹۶–۲۰۰۳ و ۲۰۰۳–۲۰۱۸)                 | ۲۶ فوریه ۱۹۳۵   | ۹۰ سال، ۱۶۹ روز  | ۲۰۲۱-۱۰-۲۳                                                  |
| ۸۵   | محمد باسندوه            |       | یمن                              | نخست‌وزیر یمن (۲۰۱۱–۲۰۱۴)                                          | ۴ آوریل ۱۹۳۵    | ۹۰ سال، ۱۳۲ روز  | ۲۰۲۴-۰۵-۲۲                                                  |
| ۸۶   | پیتر هولینگورت          |       | استرالیا                         | فرماندار کل استرالیا (۲۰۰۱–۲۰۰۳)                                  | ۱۰ آوریل ۱۹۳۵   | ۹۰ سال، ۱۲۶ روز  | ۲۰۲۴-۰۸-۰۱                                                  |
| ۸۶   | پرسیوال پاترسون         |       | جامائیکا                         | نخست‌وزیر جامائیکا (۱۹۹۲–۲۰۰۶)                                     | ۱۰ آوریل ۱۹۳۵   | ۹۰ سال، ۱۲۶ روز  | ۲۰۲۴-۰۴-۱۰                                                  |
| ۸۸   | شاراوین گونگادورج       |       | مغولستان                         | نخست‌وزیر مغولستان (۱۹۹۰)                                          | ۲ مه ۱۹۳۵       | ۹۰ سال، ۱۰۴ روز  | ۲۰۲۱-۱۲-۲۷                                                  |
| ۸۹   | نمسی مارکز آی اوست      |       | Andorra                          | دو شاهزاده آندورا (۱۹۹۳–۲۰۱۲)                                     | ۱۷ مه ۱۹۳۵      | ۹۰ سال، ۸۹ روز   | ۲۰۲۱-۱۱-۰۲                                                  |
| ۹۰   | لئون کنگو وا دندو       |       | زئیر                             | نخست‌وزیر زئیر (۱۹۸۲–۱۹۸۶; ۱۹۸۸–۱۹۹۰ و ۱۹۹۴–۱۹۹۷)                  | ۲۲ مه ۱۹۳۵      | ۹۰ سال، ۸۴ روز   | ۲۰۲۴-۰۹-۱۴                                                  |
| ۹۰   | سلطان‌علی کشتمند         |       | افغانستان                        | نخست‌وزیر افغانستان (۱۹۸۱–۱۹۸۸; ۱۹۸۹–۱۹۹۰)                         | ۲۲ مه ۱۹۳۵      | ۹۰ سال، ۸۴ روز   | ۲۰۲۳-۱۱-۰۷                                                  |
| ۹۲   | جیم بولگر               |       | نیوزیلند                         | نخست‌وزیر نیوزیلند (۱۹۹۰–۱۹۹۷)                                     | ۳۱ مه ۱۹۳۵      | ۹۰ سال، ۷۵ روز   | ۲۰۲۳-۱۱-۰۷                                                  |
| ۹۳   | لی هوی-چانگ             |       | کره جنوبی                        | نخست‌وزیر کره جنوبی (۱۹۹۳–۱۹۹۴)                                    | ۲ ژوئن ۱۹۳۵     | ۹۰ سال، ۷۳ روز   | ۲۰۲۴-۰۶-۰۶                                                  |
| ۹۴   | رودریگو بورجا سیوالوس   |       | اکوادور                          | رئیس‌جمهور اکوادور (۱۹۸۸–۱۹۹۲)                                     | ۱۹ ژوئن ۱۹۳۵    | ۹۰ سال، ۵۶ روز   | ۲۰۲۲-۱۲-۰۶                                                  |
| ۹۵   | لئونل ماریو دالوا       |       | سائوتومه و پرنسیپ                | رئیس‌جمهور سائوتومه و پرنسیپ (۱۹۹۱)                                | ۲۲ ژوئیه ۱۹۳۵   | ۹۰ سال، ۲۳ روز   | ۲۰۲۴-۱۲-۰۹                                                  |
| ۹۶   | هیفیکه‌پونیه پوهامبا     |       | نامیبیا                          | رئیس‌جمهور نامیبیا (۲۰۰۵–۲۰۱۵)                                     | ۱۸ اوت ۱۹۳۵     | ۸۹ سال، ۳۶۱ روز  | ۲۰۲۴-۰۸-۱۸                                                  |
| ۹۷   | عبدو دیوف               |       | سنگال                            | نخست‌وزیر سنگال (۱۹۷۰–۱۹۸۰)؛ رئیس‌جمهور سنگال (۱۹۸۱–۲۰۰۰)           | ۷ سپتامبر ۱۹۳۵  | ۸۹ سال، ۳۴۱ روز  | ۲۰۲۴-۰۲-۱۵                                                  |
| ۹۸   | هانری دو کونیاک         |       | آندورا                           | French Viguier (۱۹۸۴–۱۹۸۲)                                        | ۳ اکتبر ۱۹۳۵    | ۸۹ سال، ۳۱۵ روز  | ۲۰۲۳-۰۲-۰۵                                                  |
| ۹۹   | محمود عباس              |       | فلسطین                           | رئیس‌جمهور فلسطین (۲۰۰۵–تاکنون)                                    | ۱۵ نوامبر ۱۹۳۵  | ۸۹ سال، ۲۷۲ روز  | ۲۰۲۵-۰۴-۲۳                                                  |
| ۱۰۰  | عدنان بدران             |       | اردن                             | نخست‌وزیر اردن (۲۰۰۵)                                              | ۱۵ دسامبر ۱۹۳۵  | ۸۹ سال، ۲۴۲ روز  | ۲۰۲۴-۰۷-۲۴                                                  |